# Olinto de Pretto
Pour les articles homonymes, voir De Pretto.
Olinto De Pretto, né le 26 avril 1857 à Schio dans la province de Vicence (Vénétie) et mort le 16 mars 1921 dans la même ville, est un physicien italien. Selon certaines sources, il serait un précurseur de la fameuse formule {\displaystyle E=m\,c^{2}}, qu'il énonce dès 1903, et qui sera ensuite développée par Albert Einstein.

## Biographie
Olinto De Pretto naît le 26 avril 1857 à Schio, alors chef-lieu de district de la province de Vicence du royaume de Lombardie-Vénétie. Il meurt le 16 mars 1921 à l'âge de 63 ans.